# Mephistos Höllenrufe
Mephistos Höllenrufe (Chiamata di Mefistole dall'inferno) op. 101, è un valzer di Johann Strauss (figlio).
Il valzer Mephistos Höllenrufe venne composto da Johann Strauss nell'autunno del 1851, in occasione di un festival musicale (con tanto di fuochi artificiali) che si svolse nel Volksgarten di Vienna, dal titolo "Viaggio dentro il lago di fuoco" che faceva riferimento ad un passo della Bibbia "E il diavolo (Mefistofele, nella cultura medioevale) fu imprigionato nel lago di fuoco e zolfo, dove i bestemmiatori e i falsi profeti sono, e saranno tormentati giorno e notte per sempre e sempre".
Il valzer Mephistos Hollenrufe combinava elementi tipici delle antiche danze viennesi con il nuovo stile compositivo che il giovane Strauss aveva lanciato con i suoi valzer.
Così il lavoro venne commentato dai giornali: